# The Right to Rock
The Right to Rock è il secondo album dei Keel, uscito il 26 marzo 1985 per l'etichetta discografica Gold Mountain.

## Lista Tracce
1. The Right to Rock (Keel, Ferrari, Chaisson) 3:35
2. Back to the City (Keel, Chaisson) 3:47
3. Let's Spend the Night Together (Jagger, Richards) 3:41 (Rolling Stones Cover)
4. Easier Said Than Done (Simmons, Weissman) 3:25
5. So Many Girls, So Little Time (Simmons, Rice) 3:15
6. Electric Love (Keel, Chaisson) 4:05
7. Speed Demon (Keel) 3:39
8. Get Down (Simmons, Rice) 5:02
9. You're the Victim (I'm the Crime) (Keel, Chaisson, Marks) 2:59

### Tracce aggiunte nel Remaster
- 10. Easier Said Than Done [Remix] (Simmons, Weissman) 3:21

## Formazione
- Ron Keel - voce, chitarra
- Marc Ferrari - chitarra solista, cori
- Bryan Jay - chitarra solista, cori
- Kenny Chaisson - basso, cori
- Steve Riley - batteria